# Kontroll-Yuan

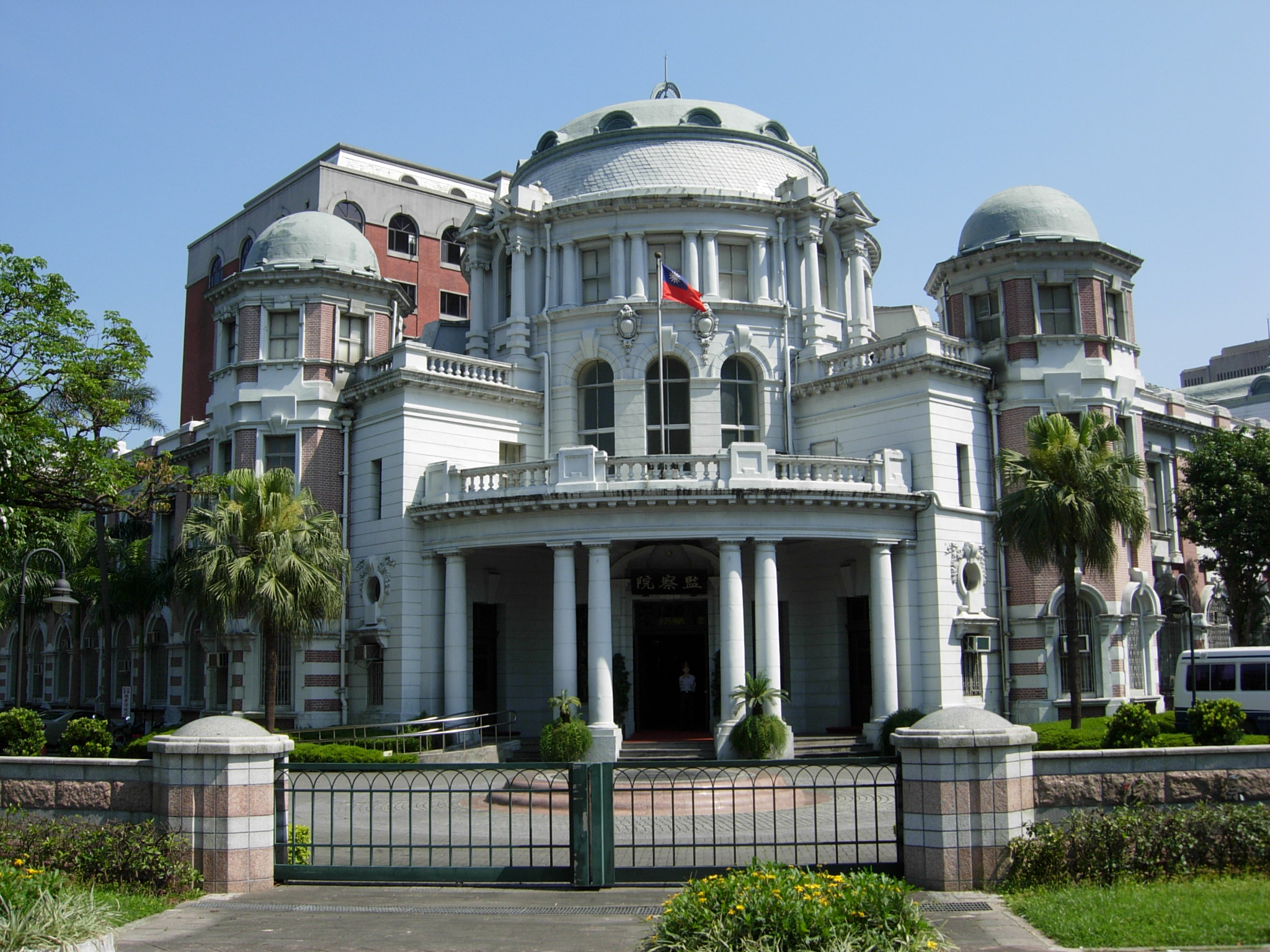
Hauptgebäude des Kontroll-Yuan in Taipeh

Der Kontroll-Yuan (chinesisch 監察院 / 监察院, Pinyin Jiānchá Yùan) ist eine Überwachungsbehörde der Regierung der Republik China auf Taiwan. Sie stellt eines der fünf Yuans (Staatsräte) dar, weitere Yuans bestehen für die Legislative, Exekutive, Judikative und die Prüfung. Als eine Behörde im Sinne der Gewaltenteilung ist der Kontroll-Yuan vergleichbar mit dem Europäischen Rechnungshof oder dem Government Accountability Office der Vereinigten Staaten.
Die fünf Yuans wurden von Sun Yat-sen im Rahmen der Drei Prinzipien des Volkes definiert. Der Kontroll-Yuan stellt dabei eine indirekte Nachfolgeorganisation des kaiserlichen Zensorats (dūcháyuàn) dar. Es wurde 1928 in der Republik China auf dem Festland gegründet und zunächst als Auditierungs-Yuan (審計院) bezeichnet. Im Jahr 1931 entstand daraus der Kontroll-Yuan. Erst 1947 wurde die Verfassung der Republik China in Kraft gesetzt, die die Rolle der fünf Yuans konstitutionell definierte. Seit der Flucht der Kuomintang nach Taiwan 1949 sind alle Yuans in Taipeh angesiedelt.
Ende 2004 schickte der damalige Präsident Chen Shui-bian eine Liste von Kontroll-Yuan-Kandidaten an das Legislativ-Yuan zur Bestätigung. Die oppositionelle pan-blaue Koalition, welche über die Mehrheit im Legislativ-Yuan verfügte, hatte diesen Antrag abgelehnt und eine neue Kandidatenliste gefordert. Diese Blockierung machte den Kontroll-Yuan ab Februar 2005 funktionsunfähig, da er keine Mitglieder mehr hatte. Nach der Wahl von Präsident Ma Ying-jeou, von der pan-blauen Koalition, wurde im Juli 2008 eine neue Kandidatenliste durch den Legislativ-Yuan bestätigt und die Arbeitsfähigkeit des Kontroll-Yuans wiederhergestellt.

## Präsidenten des Kontroll-Yuan
Die folgende Tabelle zeigt die bisherigen Präsidenten des Kontroll-Yuans mit Amtszeiten. Die Zeiten vor 1948 beziehen sich auf die alte Republik China und die Zeiten nach 1948 auf die Republik China auf Taiwan.
| Name                                      | Amtszeit                                                  |
| ----------------------------------------- | --------------------------------------------------------- |
| Cai Yuanpei (蔡元培)                      | 8. Okt. 1928 – 10. Okt. 1928                              |
| Zhao Daiwen (趙戴文)                      | 29. Aug. 1929 – 11. Sep. 1929                             |
| Yu Youren (于右任)                        | 18. Nov. 1930 – 2. Feb. 1931 9. Jun. 1948 – 10. Nov. 1964 |
| Li Shih-tsung (李嗣璁) (geschäftsführend) | 11. Nov. 1964 – 16. Aug. 1965                             |
| Li Shih-tsung (李嗣璁)                    | 17. Aug. 1965 – 14. Mai. 1972                             |
| Chang Wei-han (張維翰) (geschäftsführend) | 15. Mai. 1972 – 18. Mär. 1973                             |
| Yu Chun-hsien (余俊賢)                    | 19. Mär. 1973 – 15. Mär. 1987                             |
| Huang Tzuen-chiou (黃尊秋)                | 16. Mär. 1987 – 31. Jan. 1993                             |
| Chen Li-an (陳履安)                       | 1. Feb. 1993 – 22. Sep. 1995                              |
| Cheng Sui-Je (鄭水枝) (geschäftsführend)  | 23. Sep. 1995 – 31. Aug. 1996                             |
| Wang Tso-jung (王作榮)                    | 1. Sep. 1996 – 31. Jan. 1999                              |
| Qian Fu (錢復)                            | 1. Feb. 1999 – 31. Jan. 2005                              |
| Wang Chien-shien (王建煊)                 | 1. Aug. 2008 – 31. Jul. 2014                              |
| Chang Po-ya (張博雅)                      | 1. Aug. 2014 – 31. Jul. 2020                              |
| Chen Chu (陳菊)                           | 1. Aug. 2020 – 31. Jul. 2026                              |